# Wettmannstätten
Wettmannstätten osztrák mezőváros Stájerország Deutschlandsbergi járásában. 2017 januárjában 1620 lakosa volt. 

## Elhelyezkedése

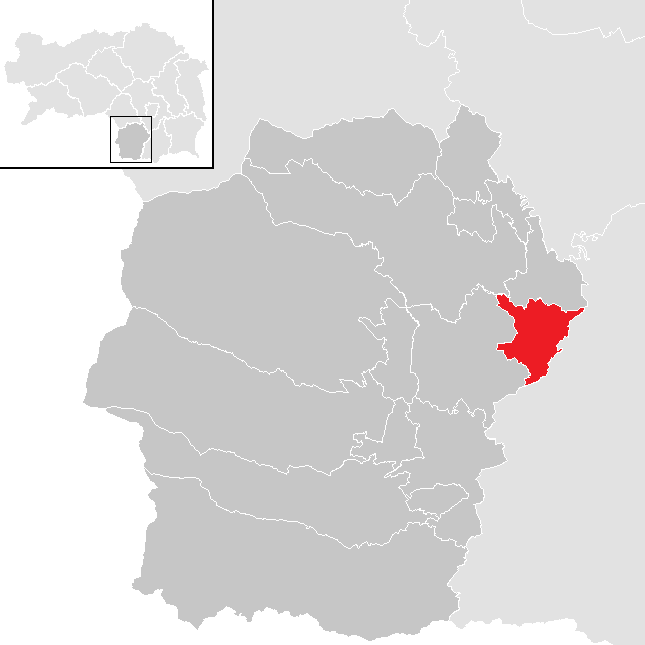
Wettmannstätten a Deutschlandsbergi járásban

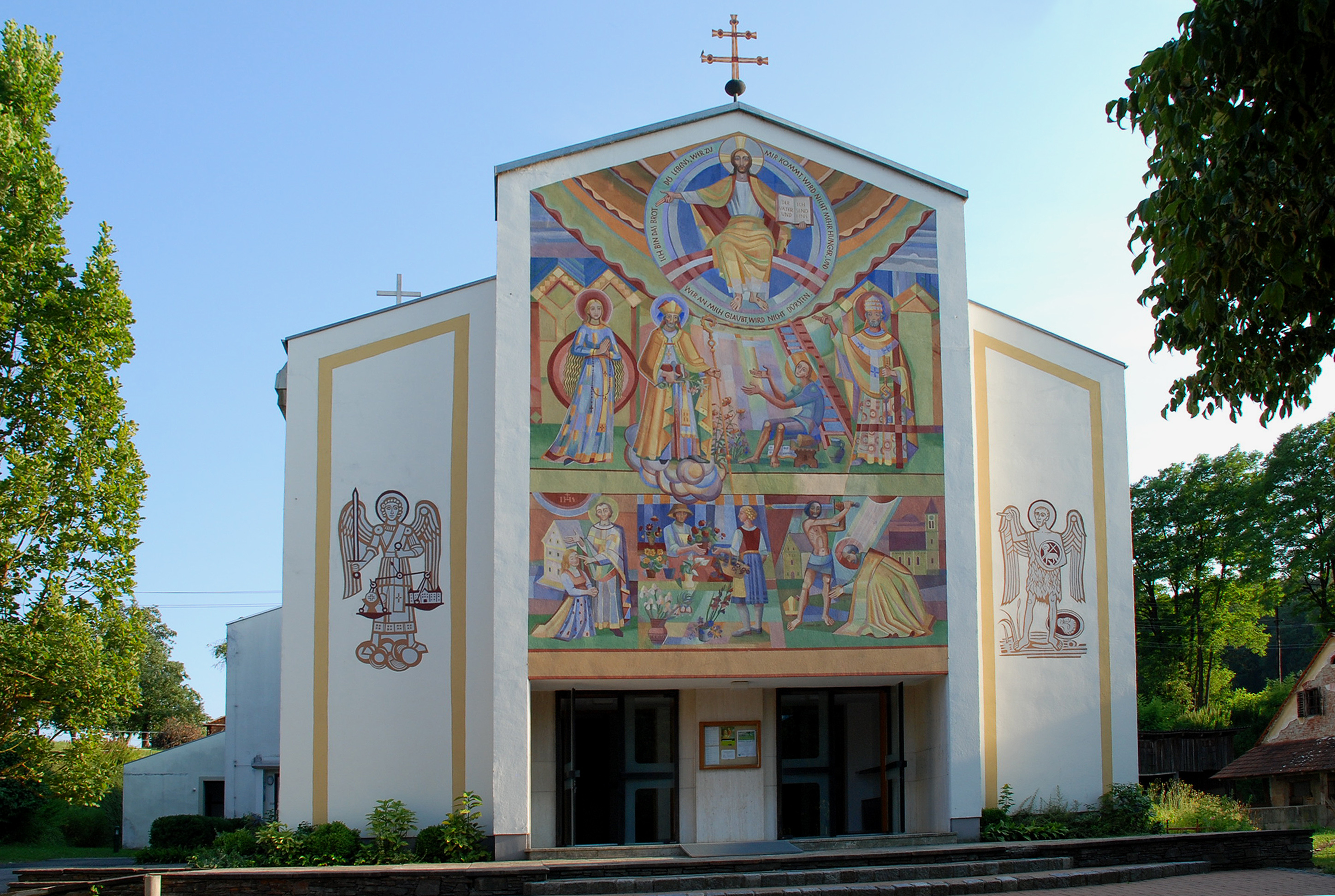
A Szt. Bálint-plébániatemplom

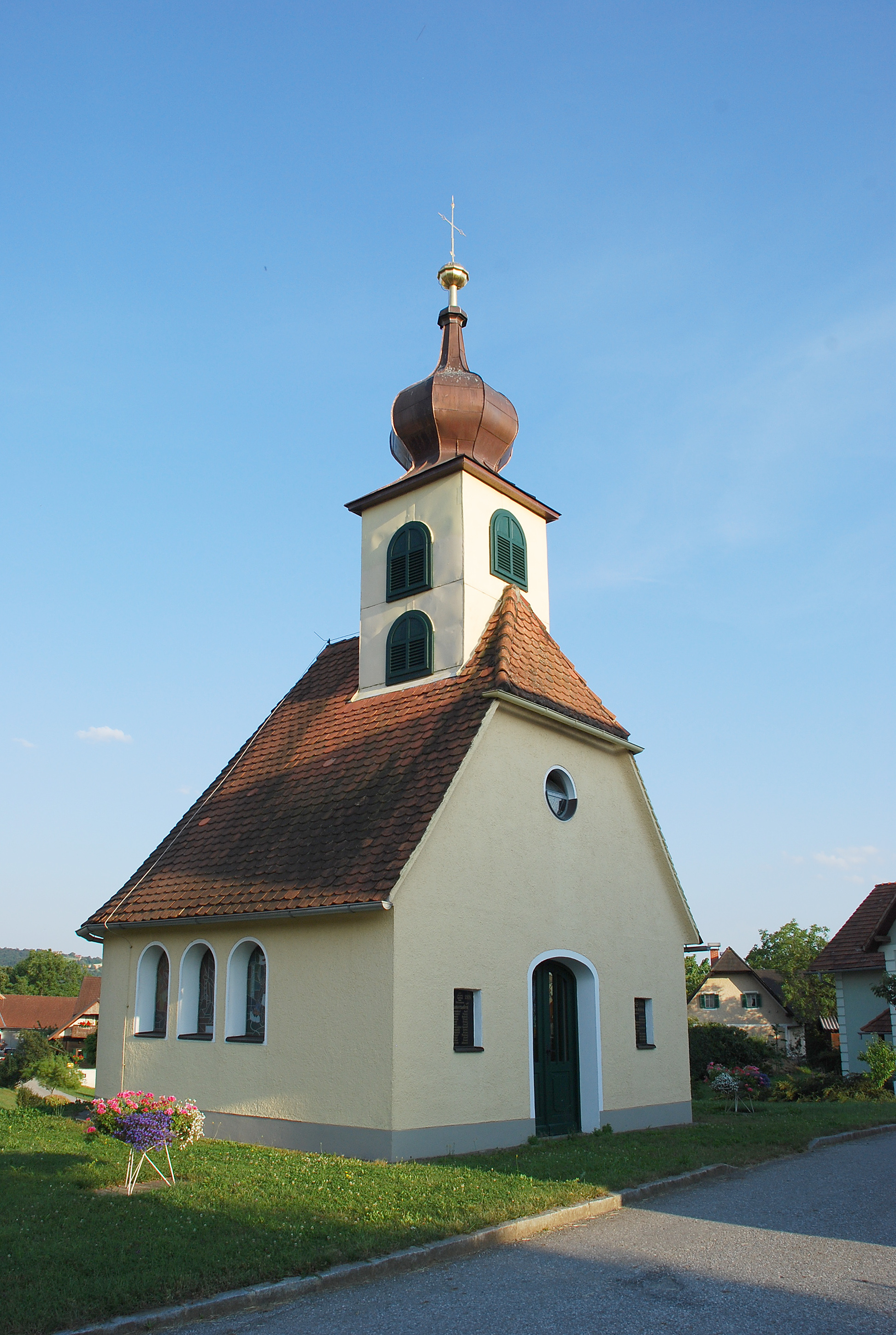
Zenhdorf kápolnája

Wettmannstätten a tartomány déli részén fekszik a Nyugat-Stájerország régió dombvidékén, a Wieserbahn és Koralmbahn vasútvonalak találkozásánál. Az önkormányzat 6 katasztrális községben 14 falut, ill. településrészt egyesít: Lassenberg, Schönaich, Weniggleinz, Amtmannlipp, Höfern, Wettmannstätten, Forst, Lagersiedlung, Salmann, Wohlsdorf, Eibl, Forstjagl, Zehndorf, Luckenjörgl.  
A környező települések: délnyugatra Groß Sankt Florian, északnyugatra Stainz, északra Preding, keletre Sankt Nikolai im Sausal, délkeletre Sankt Andrä-Höch.  

## Története
A település területe a bronzkor óta lakott. Az Adria-Bécs olajvezeték építése közben az urnamezős kultúrához köthető régészeti leletekre bukkantak, a Koralm-alagút építésekor pedig Wohlsdorf mellett egy közép-bronzkori kútkávát találtak. Zehndorf mellett megtalálhatóak a Laßnitz folyó mentén futó egykori római út maradványai. Lassenbergben egy, a kelta La Tène-kultúrához (i.e. 5-1. sz.) köthető települést ástak ki, amely még a római korszakban is virágzott. 
A település az 1122-ben alapított stájer őrgrófság része volt, amely 1180-ban önálló hercegségként elszakadt Bajorországtól. 1192-ben az osztrák herceg Babenbergek örökölték meg a Stájer Hercegséget, majd kihalásuk után 1282-1918 között a Habsburgok birtokaihoz tartozott. Az első világháború után Wettmannstädt Német-Ausztria köztársaságának, majd az Osztrák Köztársaságnak, az 1938-as Anschluss után pedig a Német Birodalom stájer reichsgaujának volt a része. A második világháború után a brit megszállási zónába került. 
Wettmannstätten 1921-ben kapott önálló egyházközséget, korábban Groß St. Florian plébániájához tartozott. Temploma 1718-ban épült, de 1964-ben úgy megsérült, hogy lebontották és helyére a régi épület egyes részeinek felhasználásával 1965-1967 között  modern, Szt. Bálintnak szentelt templomot emeltek. Zenhdorf kápolnája 1959-ben készült el, 18. századi oltára és Mária-szobra a Wildon melletti Schwarzenegg-kastélyból származik.
Wettmannstätten 1973 óta mezővárosi státusszal rendelkezik.

## Lakosság
A wettmannstätteni önkormányzat területén 2017 januárjában 1620 fő élt; a mezőváros lakossága 1961 óta (akkor 1237 lakos) folyamatosan gyarapszik. 2014-ben a lakosok 98,6%-a volt osztrák állampolgár; a külföldiek közül 0,6% jött a régi (2004 előtti) és 0,6% az új EU-tagállamokból. 0,1% Szerbiából, Boszniából és Törökországból érkezett. A munkanélküliség 3% volt.

## Látnivalók
- a Szt. Bálint-plébániatemplom
- Lassenberg 1890-ben épült kápolnája
- Zehndorf Mária oltalma-kápolnája
- Schönaich kápolnája
- a Saubach patak Wohlsdorfra és Schönaichra eső szakasza, illetve a Gleinzbach holtága a sárga vízitök-állományaik miatt védelem alá esnek.

## Fordítás
- Ez a szócikk részben vagy egészben  a   Wettmannstätten című német Wikipédia-szócikk ezen változatának fordításán alapul.  Az eredeti cikk szerkesztőit annak laptörténete sorolja fel. Ez a jelzés csupán a megfogalmazás eredetét és a szerzői jogokat jelzi, nem szolgál a cikkben szereplő információk forrásmegjelöléseként.